# Fonte dos Cavalos

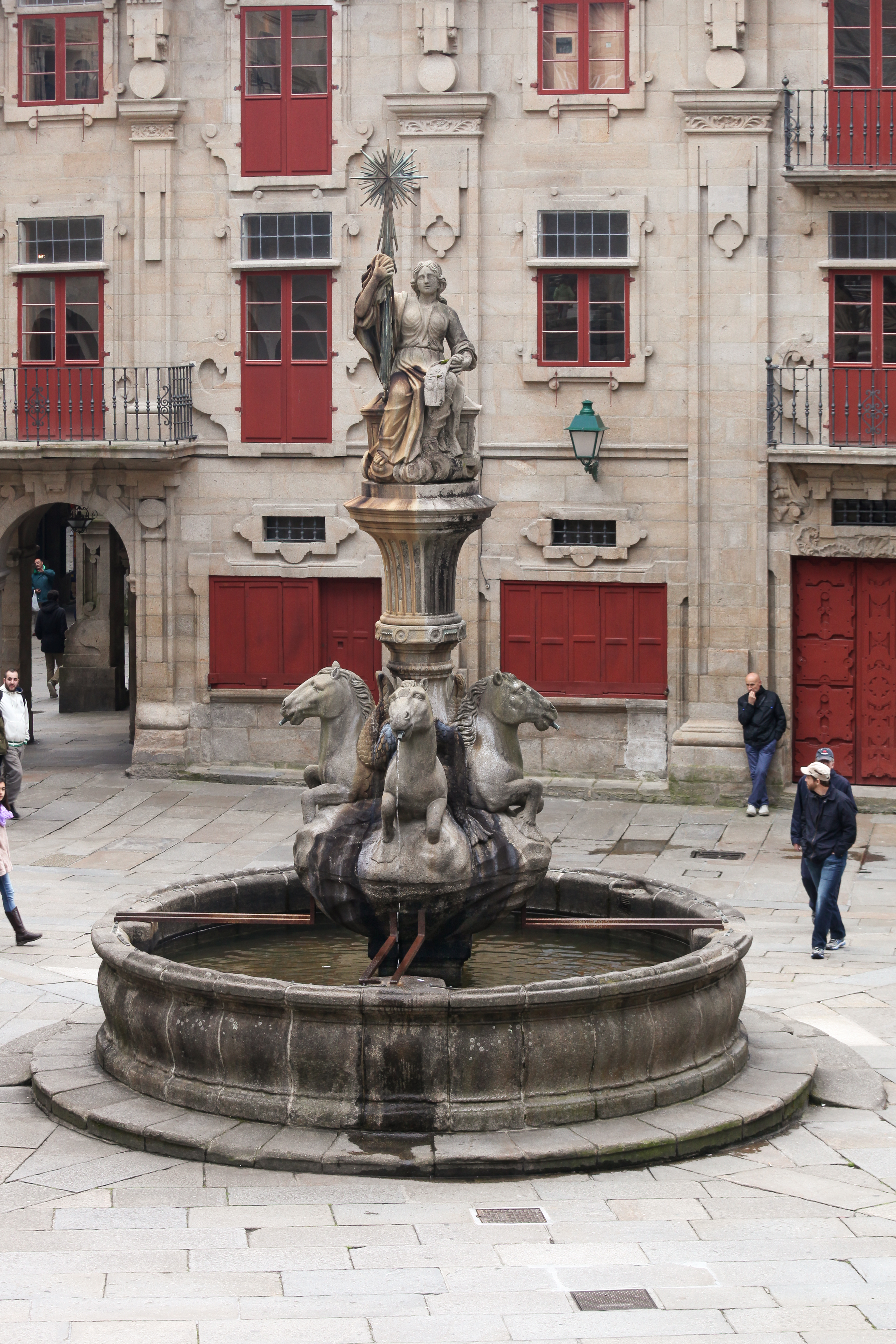
Fonte com a Casa do Cabido no fundo.

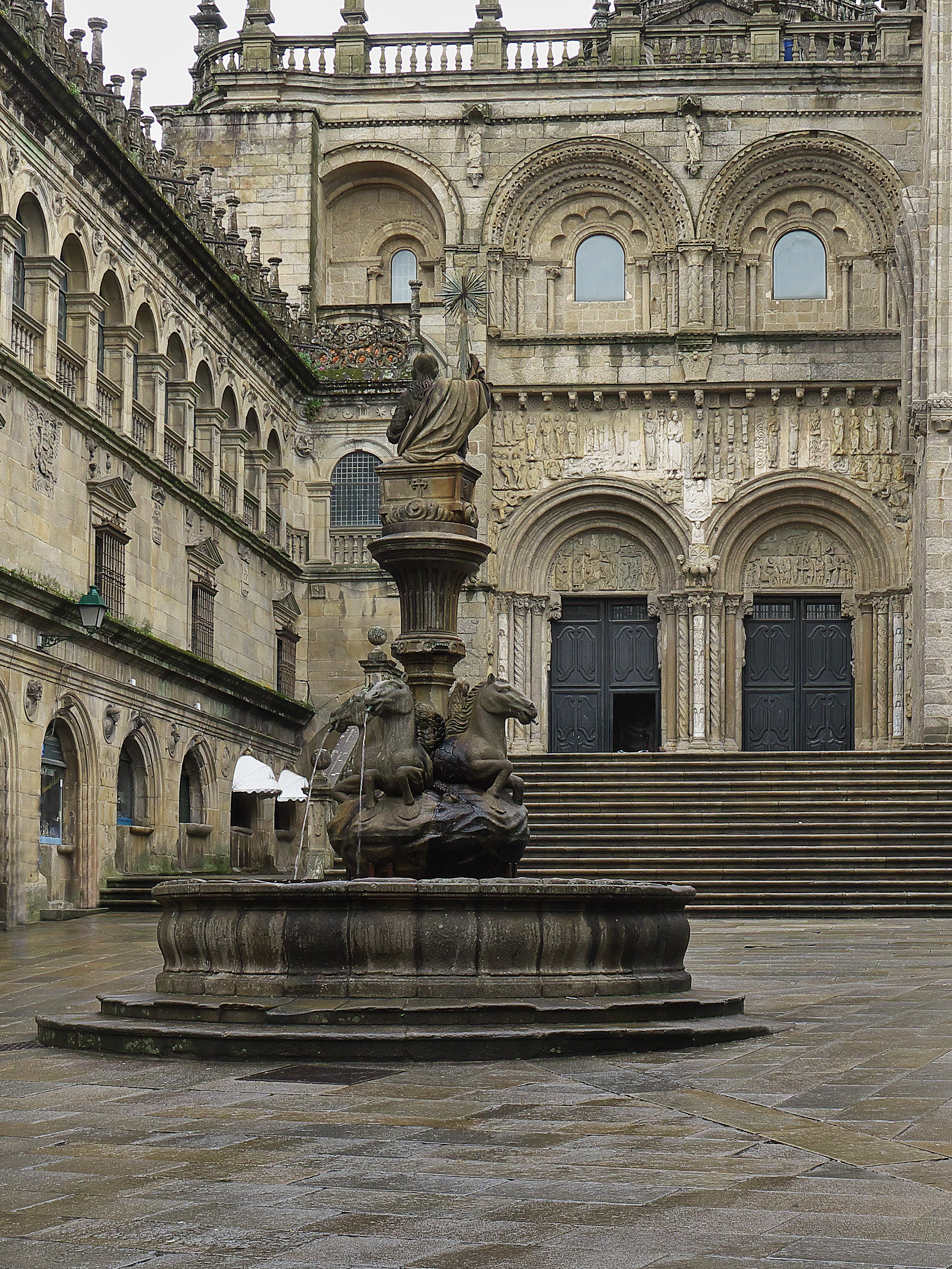
A fonte com a fachada das Pratarías da catedral no fundo.

A Fonte das Pratarías, mais conhecida como a Fonte dos Cavalos (também Fonte dos Quatro Cavalos ou dos Hipocampos) é uma fonte monumental de estilo barroco compostelano, obra de J. Pernas do ano 1825, que se encontra no centro do largo das Pratarías, na cidade velha de Santiago de Compostela.
É formada por quatro cavalos que deitam água pela boca, por cima dos quais se ergue um pedestal com a Arca Marmórica rematado com uma figura feminina com o braço alçado sustendo a estrela de Compostela. O seu significado tem suscitado diferentes interpretações ao longo dos anos, mas acha-se que se trata de uma alegoria à cidade de Compostela.